# Armada iraquiana
L'Armada Iraquiana o, en àrab, al-Quwa al-Bahriyya al-Iraqiyya (àrab: القوة البحرية العراقية, al-Quwa al-Baḥriyya al-ʿIrāqiyya) és la marina militar de l'Iraq. Creada el 1937, va actuar com a flotilla fluvial fins al 1958. Arran de la revolució que va fer caure la monarquia haixemita, va començar un període d'expansió. El major reforç es va produir a finals dels anys setanta sota el règim baasista del president Saddam Hussein, amb la compra a la Unió Soviètica de canoneres OSA armades amb míssils Styx, i amb la comanda feta a les drassanes italianes de quatre fragates tipus «Llop» modificades, 6 corbetes tipus «Al-Assad» i un vaixell d'aprovisionament tipus «Stromboli». Els vaixells produïts a les drassanes italianes no van entrar en servei a l'Iraq, arran de l'embargament derivat en un primer moment per la Guerra Iran-Iraq, i posteriorment per la Primera Guerra del Golf. El gener de 2004 la Marina va ser reconstituïda com a força de defensa costanera i va rebre la seva actual denominació a partir del 12 de gener de 2005. El 2009 van entrar en servei quatre patrulleres tipus «Saettia» construïdes a Itàlia.

## Almiralls
| 1 | Almirall | Almirall | 2 | Vicealmirall | Vicealmirall | 3 | Contraalmirall | Contralmirall |

## Oficials
| 1 | Comodor | Comodor | 2 | Capità | Capità | 3 | Tinent | Tinent | 4 | Alferes | Alferes |

## Sots-oficials i mariners
| 1 | Sargent | Sargent | 2 | Caporal | Caporal | 3 | Mariner | Mariner |

## Flota
| Patrulleres  | Patrulleres                                                                                             | Patrulleres | Patrulleres |
| Classe       | Numero de sèrie                                                                                         | Quantitat   | Foto        |
| ------------ | --- | ----------- | ----------- |
| Saettia MK-4 | PS-701 PS-702 PS-703 PS-704                                                                             | 4           |             |
| Al Basrah    | OSV-401 OSV-402                                                                                         | 2           |             |
| Model 35     | P-301, P-302, P-303, P-304, P-305, P-306, P-307, P-308, P-309, P-310, P-311, P-312, P-313, P-314, P-315 | 12          |             |
| Predator     | P-101, P-102, P-103, P-104, P-105                                                                       | 5           |             |